# Taibai Shan
Taibai Shan är ett berg i Kina. Det ligger i provinsen Shaanxi, i den nordvästra delen av landet, omkring 110 kilometer väster om provinshuvudstaden Xi'an. Toppen på Taibai Shan är 3 675 meter över havet, eller 52 meter över den omgivande terrängen. Bredden vid basen är 1,0 km.
Runt Taibai Shan är det ganska tätbefolkat, med 199 invånare per kvadratkilometer. Närmaste större samhälle är Yingge, 18,8 km nordväst om Taibai Shan. I omgivningarna runt Taibai Shan växer i huvudsak blandskog.
Genomsnittlig årsnederbörd är 962 millimeter. Den regnigaste månaden är juli, med i genomsnitt 192 mm nederbörd, och den torraste är december, med 2 mm nederbörd.